# Альошин Юрій Федорович
Юрій Федорович Альошин (15 січня 1920, Лисичанськ, Донецька губернія, УСРР — 20 листопада 1998, Новобіла, Луганська область, Україна) — Герой Соціалістичної Праці, засновник і перший голова комітету спілки ветеранів війни Жовтневого району Маріуполя.

## Біографія
Юрій Федорович Альошин народився 15 січня 1920 року в м. Лисичанських школах, де працювала вчителькою його мама. А 10 клас закінчив у Кремінному, куди вона була направлена у 1939 році. В цьому ж році вступив до Рубіжанського хіміко — технологічного інституту на технологічний факультет.
На початку 1940 року молодому студенту прийшла повістка з'явитися у райвійськомат для відправлення у військову частину. Рядовим солдатом артилеристського полку був Юрій лише 8 днів, а потім в числі ще 100 чоловік направили на навчання в 1 — ше Київське артилерійське училище дивізіонної артилерії кінної тяги.
Невдовзі Юрій Федорович став командиром відділення, а згодом — помічником командира взводу: відповідав не тільки за себе, а й за учбовий взвод в кількості 30 чоловік.
У травні 1941 року весь курс направили у м. Горький в училище зенітної артилерії. Та навчатися тактиці стрільби Юрію довелося недовго. Почалася Велика Вітчизняна війна. У вересні 1941 року його було направлено в діючу армію Волковського, а потім Ленінградського фронту. Спочатку був командиром батареї. За відмінне виконання військових обов'язків Юрія Федоровича призначають начальником штабу дивізиону.
У боях за м. Ленінград неодноразово відмічався дивізіон, яким керував Юрій Федорович Альошин. За відмінні бойові дії за Ленінград Юрій Федорович нагороджений орденами та медалями. В серпні 1943 року нагороджений медаллю «За оборону Ленінграду», у січні 1944 — орденом «Отечественной войны 1ст.», в липні 1945 — медаллю «За отвагу», у травні 1945 — медаллю «За победу над Германией».
У травні 1945 року Юрій Федорович був направлений на навчання в Ленінград у вище офіцерське артилерійське училище, прискорений курс якого закінчив у вересні цього ж року. Відразу ж Альошина направили до Білоруського військового округу командиром дивізіону, де і служив до квітня 1948 року. У 1948 році майор Альошин Юрій Федорович демобілізувався. Закінчилася військова служба, військове життя на колесах. З травня 1948 року почалася трудова діяльність. Почав працювати керівником автотранспортного цеху Лисичанського хімічного комбінату. Заочно закінчив Харківський юридичний інститут і в грудні 1952 року за рішенням ЦК КПУ був направлений на роботу прокурором в Новосвітлівський район. На цій посаді працював до 1955 року. А потім в числі тридцяти тисячників був направлений головою колгоспу імені Леніна Новопсковського району, куди приїхав 30 липня 1955 року.
Колгосп був не най відсталим у районі, та вільних коштів не мав. Люди працюють непогано і з колгоспу не йдуть. І з цього часу починається трудова діяльність Юрія Федоровича в колгоспі імені Леніна.
Працювати доводилося з 4 години ранку і до півночі. Роботі віддався Юрій Федорович весь без остатку. Родину бачив рідко. Крім полів, ферм і колгоспників з їх турботами нічого не знав і працював без вихідних, без свят і без чергових відпусток. І так продовжувалося 10 років.
Доволі швидко входив голова в курс колгоспних справ і вже восени 1955 року міг легко розмовляти на рівних з бригадирами, завідуючими ферм, механізаторами. Спеціалістів сільського господарства в колгоспі тоді не було, крім агронома — практика Івана Никифоровича Рибалки.
У колгоспі було приблизно 300 коней і більш як 200 робочих волів, 3900 га розпашних земель, 675 корів, більше 3000 свиней, більше 2000 овець і багато різної птиці, а також 3 польових, 4 тракторних, 21 тваринницьких ферми.
1956—1957 роки були роками закріплення економіки колгоспу на базі підвищення вражою в полі і продуктивності тварин. Багато дрібних ферм, польових і тракторних бригад було об'єднано у великі. У тваринництві все робилося вручну і переважно жінками. У рослинництві деякі важкі процеси можна було перекласти на плечі машин, які почали з'являтися, та купити було нізащо.
Колгоспники дивилися на Юрія Федоровича як на посланця партії, який може і повинен вирішити питання економіки колгоспу. І доводилося розраховувати лише на свої сили, доводилося ризикувати.
1958 рік увійшов в історію колгоспу імені Леніна, як стартовий рік подальшого економічного, соціального та культурно — побутового росту колгоспу. У березні цього ж року Альошин Ю. Ф. отримав орден «Знак почета». У 1962 році на території села Новобіла залишився лише один колгосп з шести існуючих — це колгосп імені Леніна, головою якого і був Юрій Федорович. За цей час у колгоспі було вже 13600 га всієї землі, в тому числі приблизно 9000 пахотної, 1500 колгоспників, з яких 100 працездатних.
1966 рік, і особисто для Юрія Федоровича залишився в пам'яті на все життя. Указом президії Верховної Ради СРСР за успіхи, досягненні у збільшенні виробництва і заготівлі зернових, кормових культур, заочному збільшенні виробництва і заготівлі зернових, кормових культур, заочному збільшенні росту продуктивності тваринництва, а також підвищенні економіки колгоспу, йому було присвоєне високе звання Героя Соціалістичної Праці і вручена медаль Золота Зірка «Серп і Молот».
Багато довелося виїздити Юрію Федоровичу у відділ культури, в обласне музичне училище, придбати інструменти для колгоспної музичної школи, яка почала працювати у 1975 році.
Протягом всіх років роботи на посаді голови колгоспу Альошин Ю. Ф. обирався членом виконкому Новобілянської сільської Ради народних депутатів. Починаючи з 1963 року протягом 17 років Юрій Федорович був депутатом Ворошиловградської обласної Ради народних депутатів. З 1965 до 1969 року обирався членом обласної Ради  професійних Союзів. Довгі роки був членом районного комітету партії і членом бюро, депутатом районної Ради народних депутатів і членом виконкому. Постійно виконував доручення як член обласної Ради світу.
У 1967 році Альошин Ю. Ф. був учасником ВДНХ СРСР і нагороджений серебряною медаллю за високі показники колгоспу. Йому також пощастило бути делегатом XXIII з'зду Компартії України і делегатом 111 всесоюзного з'зду колгоспників, який проводився в листопаді 1969 році в Москві в Кримлівському палаці з'здів.
Неспокійна робота на посаді голови колгоспу протягом більше 10 років без чергових відпусток і без відпочинку дали про себе знати, та й справи колгоспні дозволили один раз на рік використовувати законне право на відпочинок. Перші часи Юрія Федоровича з сім'єю виїздив на море, та частіше з дружиною лікувався в санаторіях. Але найбільше він любив мандрувати містами Радянського Союзу та за його межами. Побував Юрій Федорович у Болгарії, Чехословаччині, Польщі, Румунії, Угорщині, Італії, Індії, Австрії, Шрі Ланці, Кубі. Радянський Союз об'їздив від Петропавловська на півночі — до Батумі на півдні, від Бреста на заході — до Владивостоку на сході.
Наприкінці 1978 року Юрій Федорович відчув що здоров'я його вже не те, що було 20 років тому, коли тільки приїхав у село Новобіла. У 1979 році повноцінно працювати головою такого великого колгоспу, як був колгосп ім. Леніна, він вже не міг, тому він пішов на пенсію. Але нелегко було звикатися з тим, що не треба рано вставати на роботу, ніхто не йде зі своїми проблемами.
Альошин Ю.Ф. залишився членом колгоспу і депутатом Новобілянської сільської Ради, та цього навантаження для нього було недостатньо. Він звернувся до правління колгоспу і районний комітет партії з проханням надати роботу, яка б відповідала стану здоров'я і така робота йому була надана.  Юрій Федорович став працювати юристконсультантом. За довголітню і бездоганну працю Альошина Ю. Ф. було відзначено високою урядовою нагородою, медаллю «За доблестний труд». Це була вже 15 урядова нагорода.
Помер Юрій Федорович 1998 р. і похований на центральному кладовищі с Новобіла.

## Нагороди
- Герой Соціалістичної Праці — Присвоєно 23 липня 1968 року за успіхи, досягнуті в збільшенні виробництва і заготівель пшениці, жита, гречки, проса, рису, кукурудзи, інших зернових і кормових культур.
- Орден Леніна
- Орден «Знак Пошани»